# アルヴァン・グラハム・クラーク

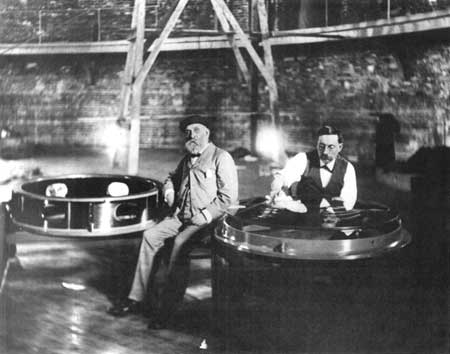
アルヴァン・グラハム・クラークと父、アルヴァン・クラーク

アルヴァン・グラハム・クラーク（Alvan Graham Clark 、1832年7月10日 - 1897年6月9日）はアメリカ合衆国の望遠鏡製作者である。
マサチューセッツ州フォールリバーに生まれた。父親のアルヴァン・クラークとともにレンズの鋳造、加工、研磨を行った。望遠鏡の製造のために父親、兄とともにアルヴァン・クラーク・アンド・サンズを設立した。
1860年に直径47cmのレンズを製作した。これはそれまでの最大口径の望遠鏡のハーバードの38cmのレンズを越えてアメリカ最大のレンズとなった。1862年に望遠鏡のテストのために恒星のシリウスを観測した時シリウスの伴星を発見し、これは最初の白色矮星の発見となった。その後アメリカ海軍天文台のために66cmのケプラー式屈折望遠鏡、リック天文台のために91cmの屈折望遠鏡、ヤーキス天文台のために102cmの屈折望遠鏡用のレンズを製作した。ヤーキス天文台の望遠鏡は現在も屈折望遠鏡としては世界最大のもので、1895年に完成し、1897年5月から稼動した。レンズだけの重さは230kgあり、焦点距離は18mである。さらに、152cmの屈折望遠鏡の製作を始めたが、クラークの死によって完成することはなかった。